# Clanculus scabrosus
Clanculus scabrosus is een slakkensoort uit de familie van de Trochidae. De wetenschappelijke naam van de soort is voor het eerst geldig gepubliceerd in 1850 door Philippi.